# Ferdinando Galli Bibiena
Ferdinando Galli Bibiena (Bologna, 18. kolovoza 1657. – Bologna, 3. siječnja 1743.), talijanski slikar i graditelj 
Studirao je slikarstvo, perspektivu i arhitekturu. Publicirao je djelo "L'Architettura civile." u kojemu raspravlja i o pitanjima scenografije temeljene na zakonima perspektive i njezine primjene kod slikanja arhitektonskih elemenata kao sredstva za postizanje iluzije prostora. 
Prvi u svoje nacrte uvodi načelo o pomicanju središnje osovine, čime omogćuje neograničena variranja kod oblikovanja scenskog prostora. Scenografskom djelatnošću počeo je 1690. u Parmi, nastavio u drugim talijanskim gradovima, te Barceloni i Beču. Kao graditelj projektirao je palače, vile i parkove, a slikao je dekorativne freske. 